# Acapella (Karmin)
Acapella è un brano musicale interpretato dai Karmin, pubblicato il 9 luglio 2013 dalla casa discografica Epic Records come singolo apripista dall'album d'esordio, Pulses, uscito il 25 marzo 2014.

## Descrizione
Il brano è contenuto nell'album d'esordio dei Karmin, Pulses.
Acapella è stato scritto dallo stesso duo, composto da Amy Heidmann e Nick Noonan, insieme a Sam Hollander e Martin Johnson e prodotto esclusivamente da quest'ultimo.

## Video musicale
Il video ruota attorno a una sceneggiatura della ragazza del gruppo, Amy Heidemann, e si concentra sui due protagonisti che mettono in piedi siparietti spiritosi misurandosi in coreografie preparate da Richard Jackson.

## Tracce
1. Acapella – 3:18 – (Sam Hollander, Martin Johnson, Amy Heidemann, Nick Noonan)

## Classifiche
| Classifica (2013) | Posizione raggiunta |
| ----------------- | ------------------- |
| Australia         | 4                   |
| Canada            | 63                  |
| Nuova Zelanda     | 9                   |
| Stati Uniti       | 72                  |